# Titanoeca turkmenia
Titanoeca turkmenia är en spindelart som beskrevs av Jörg Wunderlich 1995. Titanoeca turkmenia ingår i släktet Titanoeca och familjen stenspindlar. Inga underarter finns listade i Catalogue of Life.